# Rudolph Ackermann
Rudolph Ackermann (20 de abril de 1764-30 de marzo de 1834) fue un reconocido librero y editor londinense del siglo XIX.

## Biografía
Trabajó como talabartero, y entrenador-constructor en diferentes ciudades alemanas, a continuación, se trasladó a París y luego a Londres, donde en 1795 se estableció una imprenta y una escuela de dibujo en  The Strand. Se hizo de una prensa litográfica y comenzó a trabajar con impresiones. Más tarde, comenzó a fabricar papel y cartón grueso de colores para pintores de paisajes y miniaturas.
Publicó un Repository of Arts, Literature, Commerce, Manufactures, Fashions and Politics, revista excelentemente ilustrada con grabados de modas que alcanzó 21 años de existencia. Con destino a las recientes repúblicas emancipadas de Hispanoamérica publicó en español una serie de manuales didácticos (los célebres Catecismos de Ackermann) sobre distintas disciplinas científicas que sirvieron de libro de texto escolar ante la penuria de libros de texto que sufrieron entonces. Muchos de estos catecismos fueron traducidos o redactados por emigrados liberales españoles exiliados en Londres tras la caída del régimen constitucional en 1823. También editó unos almanaques Forget-Me-Not o Nomeolvides que incluyen numerosos poemas y textos en español.

## Literatura
- Rudolph Ackermann (1808), Microcosm of London, Illustrated by Augustus Charles Pugin and Thomas Rowlandson.. 1904 reprint + Illustrations
- Martin Hardie (1906), English Coloured Books, London: Methuen & Co and New York: G.P. Putnam's & Sons.  Chapter X: Rudolph Ackermann. (pp. 96–116; con índex de obras, p. 310–314).
- S.T. Prideaux (1909), Aquatint engraving.  London: Duckworth & Co. Cap. VI: Rudolph Ackermann and his Associates. (p. 110–152; con índex de obras, p. 374–378)